# 芒特斯特林 (愛荷華州)
芒特斯特林（英語：Mount Sterling）是一個位於美國愛荷華州范布倫縣的城市。

## 地理
芒特斯特林的座標為40°37′05″N 91°56′02″W / 40.61806°N 91.93389°W，而該地的平均海拔高度為207米（即679英尺）。

## 人口
根據2010年美國人口普查的數據，芒特斯特林的面積為1.04平方千米，當中陸地面積為1.04平方千米，而水域面積為0.00平方千米。當地共有人口36人，而人口密度為每平方千米34人。